# Cyanoramphus zealandicus
Cyanoramphus zealandicus là một loài chim trong họ Psittacidae.

## Hình ảnh

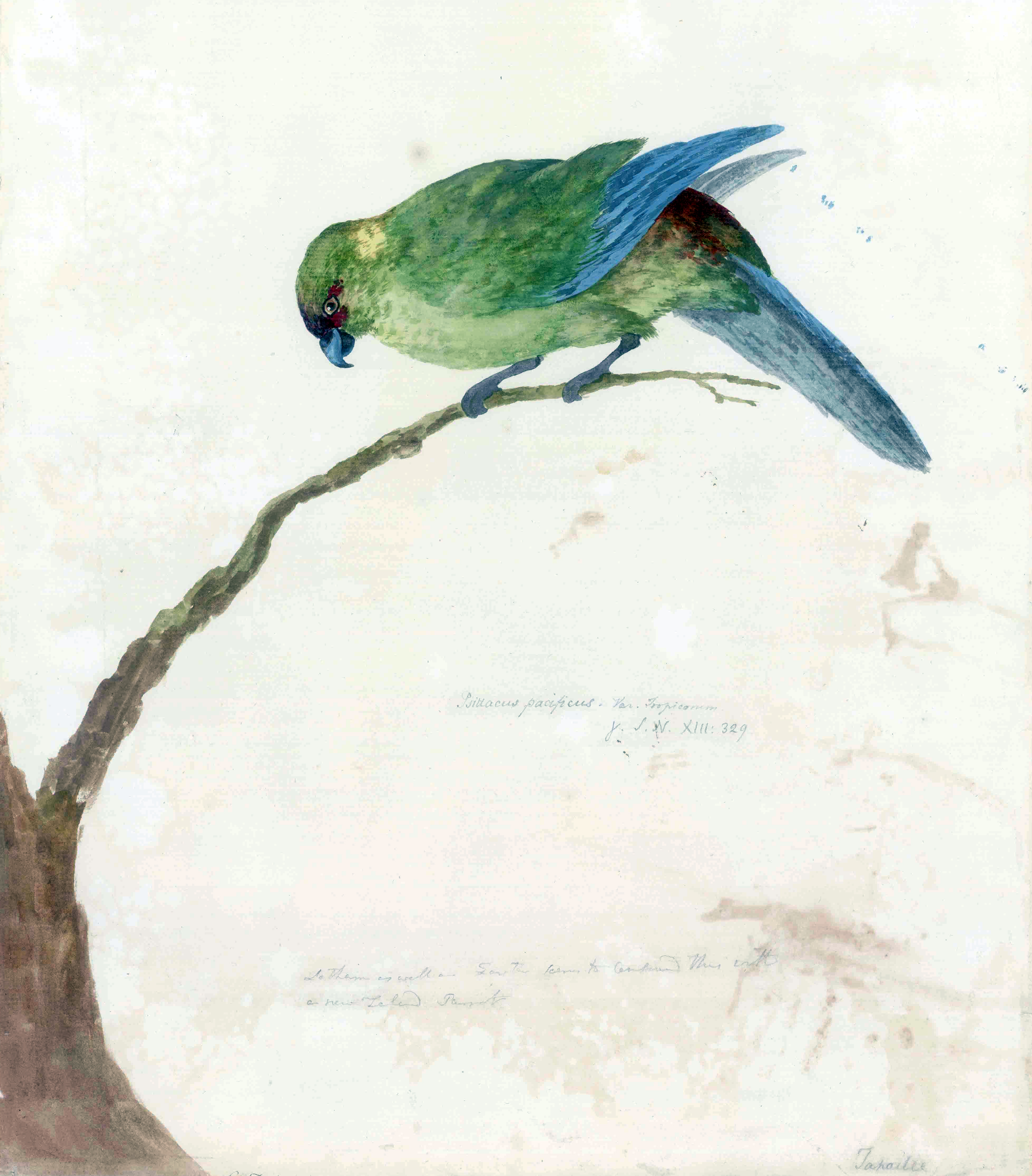
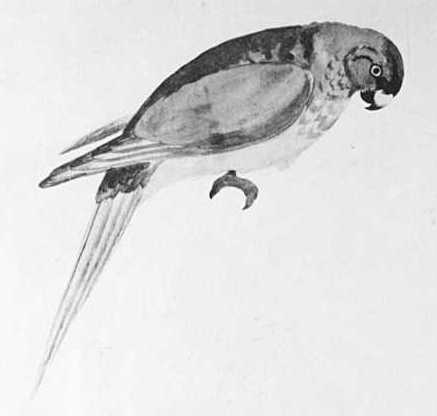
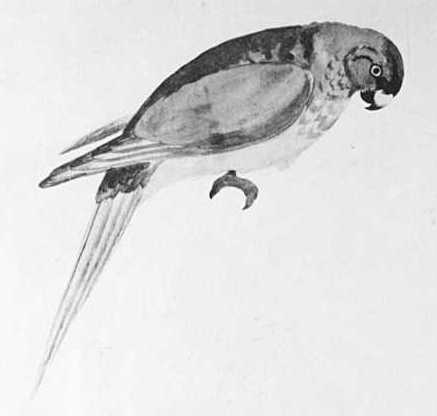